# فيل تاتل
فيل تاتل (بالإنجليزية: Phil Tuttle)‏ هو لاعب كرة قدم أمريكي في مركز حراسة المرمى، ولد في 19 أكتوبر 1987 في هوكسيت في الولايات المتحدة. لعب مع نادي بان.